# Hemíola
Hemíola ou hemiólia (grego ἡμιόλιος, hemiolios, "contendo um e meio") é um termo da musicologia que descreve um padrão rítmico onde dois compassos ternários são articulados como se houvesse três compassos binários. O termo foi cunhado pelos gregos antigos, significando um-e-meio, referindo-se à proporção 3:2, que equivale à proporção do intervalo de quinta perfeita. Na Idade Média e Renascimento o conceito foi usado para significar o uso de três breves quando o material musical predominante segue um ritmo de duas breves pontuadas em cada compasso.

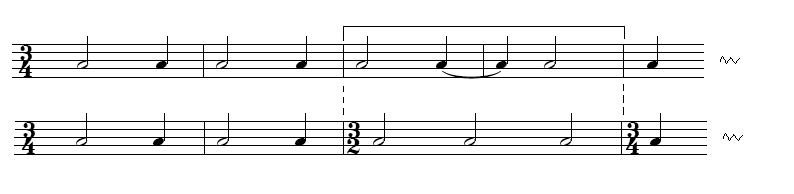
Hemíola típica. Em lugar de dois compassos a 3\4 aparece um maior de 3\2 (ou três de 2\4). A pauta superior mostra como se escreve uma hemíola. Mas no fundo o compasso muda como em baixo. Embora que nunca apareça na escrita assim, alguns maestros regem hemíolas desse jeito.

Mozart, sonata K332, com exemplo de hemíola no baixo dos compassos 64 e 65